# 小行星25677
小行星25677（25677 Aaronenten）是一颗绕太阳运转的小行星，为主小行星带小行星。该小行星于2000年1月20日发现。

## 轨道参数
小行星25677的轨道半长轴为342 253 070 km，2.2877879 UA，离心率为0.1147577。